# Дунин-Борковский, Василий Касперович
Васи́лий Ка́сперович Ду́нин-Борко́вский (пол. Wasilij Kasperowicz Dunin-Borkowski, укр. Василь Дунін-Борковський; 1640— 4 марта 1702) — генеральный обозный, черниговский полковник Войска Запорожского. Наказной гетман Левобережной Украины в 1687 году.

## Биография
Отцу Василия, коронному полковнику Анжею-Касперу Дунину в 1638 году за участие в Смоленской войне король Владислав IV пожаловал село Борковка в Черниговском воеводстве. С тех пор эта ветвь Дуниных стала носить фамилию Дунины-Борковские. Эта фамилия вписана в 6-ю часть (древнейшее дворянство) Родовой книги дворян Черниговской губернии.
О молодых годах Дунина-Борковского ничего неизвестно, однако существуют сведения, что его отец был убит в 1649 году во время восстания Хмельницкого, а его мать Татьяну и сестру Катерину, которые пытались укрыться в Нежине, взбунтовавшиеся казаки тоже убили.
После Андрусовского перемирия в 1667 году Дунин-Борковский записывается в Войско Запорожское. Чтобы не утратить родовые земли, он принимает православие. В сентябре 1668 года Василий Дунин-Борковский получает уряд Выбельськой сотни Черниговского полка. После ареста и ссылки в Сибирь черниговского полковника Василия Многогрешного, его место в 1672 году занял Дунин-Борковский. Став черниговским полковником, Дунин-Борковский получил от гетмана Самойловича на ранг 28 июня 1672 года в Понорницкой сотне села Авдеевку, Казиловку и Холмы, а также Бобровицу.
В 1674 году Дунин-Борковский получает грамоты от царя Алексея I Михайловича, утверждающие его в правах на земли отца. Подобные свидетельства на право владения Дунин-Борковский получал и от Фёдора Алексеевича, Иоанна Алексеевича и Петра Алексеевича.
Дунин-Борковский много жертвовал на нужды православной церкви. На его деньги приобреталась драгоценная церковная утварь и иконостасы, а также были построены церкви Вознесения, Петра и Павла, трапезная и кельи Елецкого монастыря, производился ремонт Спасо-Преображенского и Успенского соборов, Пятницкой церкви.
Умер Дунин-Борковский 4 марта 1702 года и был похоронен в Успенском соборе Елецкого монастыря в Чернигове. В стену собора вмуровали портрет покойного и большую бронзовую плиту, на которой была отлита эпитафия, написанная архиепископом Иоанном Максимовичем.

### Плита на могиле и две эпитафии
Плита на месте погребения генерального обозного по неизвестной причине была заменена на другую, спустя 15 лет после смерти Дунина-Борковского. Возможно плита была каким-то образом повреждена или причина была в тексте первой эпитафии, который надо было заменить.
По одной из версий в тексте первой эпитафии (записанной Максимовичем) было упоминание «изменника» гетмана Мазепы и именно это послужило причиной замены надгробия:
В год Господен тысящный и семсотный вторий,

От временной сей жизни в небесние двори,

Марта дня четвертого духом преселися,

А зде в храме Успенском телом положися

…

Всегда царем и вождям служаше без лести.

Первый би по гетману праведно славимый,

Всим бо бяше любезен делами своими,

…

Погребен в храме, в немже пречиста Дева

Славися успением и по смерти жива.

## Семья
Полковник Дунин-Борковский (в некоторых современных публикациях ошибочно именуемый графом) был женат дважды — на дочери писаря Лубенского полка Фомы Тризны и на Марии Васильевне Шубе. Сыновья Михаил и Андрей служили бунчуковыми товарищами. Сохранились имена трёх его дочерей — Елизавета, Софья, Анна. Внучка Софья Андреевна была женой миргородского и киевского полковника Василия Петровича Капниста и матерью поэта В. В. Капниста.

## Легенды
Имя Василия Дунина-Борковского связано с легендой, которую записали во второй половине XIX века этнографы М. А. Максимович и П. С. Ефименко. Эта же легенда упомянута украинским историком и этнографом Николаем Маркевичем в книге «Обычаи, поверья, кухня и напитки малороссиян», изданной в 1860 году в Киеве.

Вероятно, причиной возникновения легенды стала необычная роспись, сделанная по заказу Дунина-Борковского на стене Троице-Ильинского монастыря. На росписи якобы было изображено загробное путешествие упыря. 

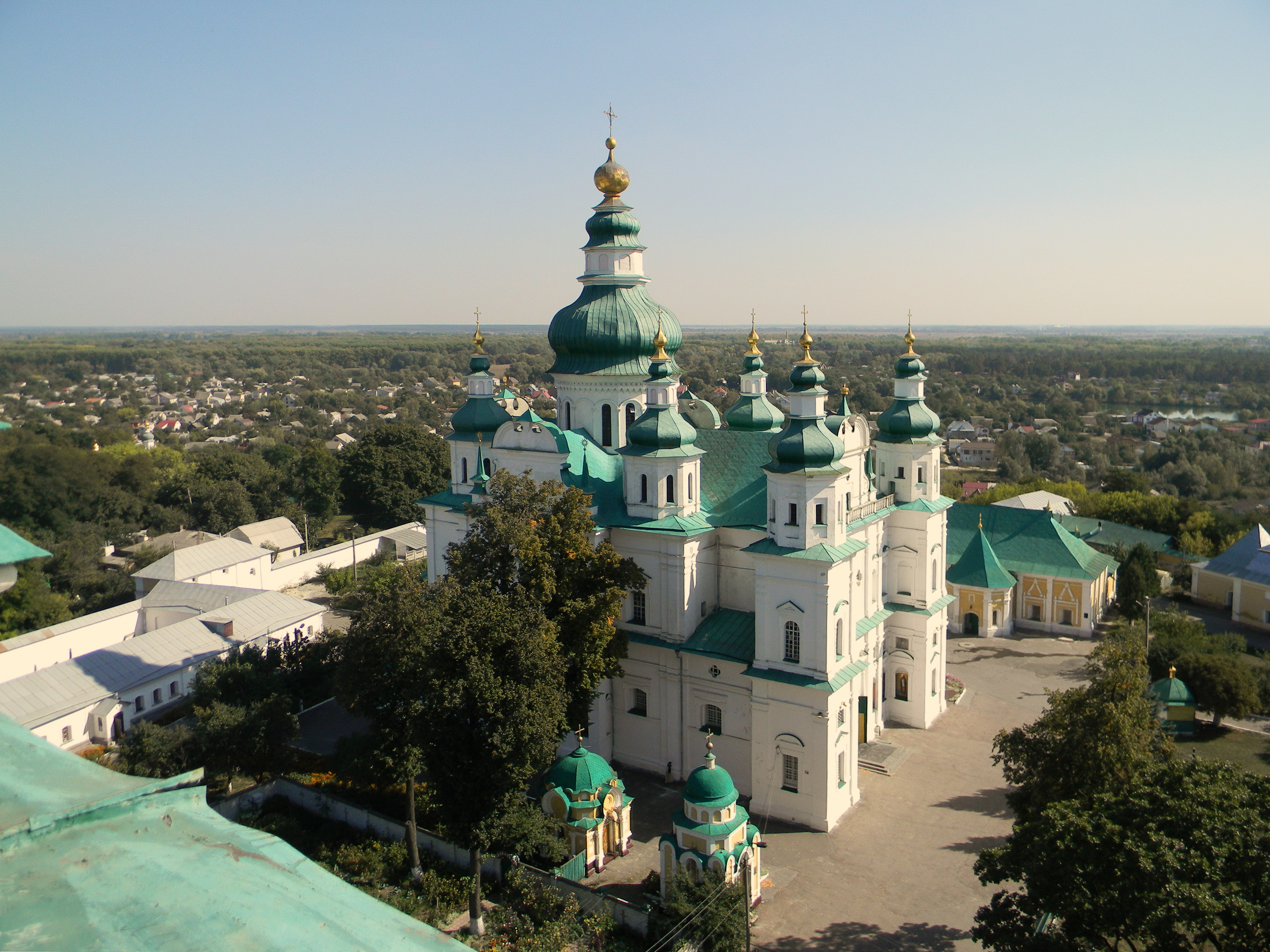
Троицкий собор — один из многих храмов Черниговщины, возведённых на средства полковника Дунина-Борковского

В Черниговских газетах конца XIX века к легенде про упыря-полковника был неугасающий интерес, под псевдонимами авторы не уставали пересказывать легенду, публиковали народные сказания на эту тему:
Кажуть люди:

що полковник

По ночах блукає,

То душа його страдная

Упокою все шукає.
В 1890 году газета Черниговские губернские ведомости, не ссылаясь ни на один источник, печатает «подробности» из жизни генерального обозного:
Он ел скоромное в страстную пятницу, тягал к себе дочек и жён своих селян, тиранил самих селян, одевал их в медвежий мех и травил медведями.
В различных интерпретациях легенды встречаются следующие события:
Якобы спустя полгода после смерти генерального обозного в конце 1702 года в окрестностях Чернигова началась серия странных смертей. По этому поводу даже было произведено специальное следствие, которое установило, что за год пропало без вести 30 человек и умерло «смертию немочной» около 20 человек. Кто-то пустил слух, что виной всему — вурдалак Дунин-Борковский.
При жизни генеральный обозный якобы слыл алхимиком и чародеем. Стало также известно, что генеральный обозный не исповедался и не причастился перед смертью и не велел звать на свои похороны священника. Начали распространяться слухи, что каждую ночь из могилы генерального обозного вылетает карета, запряженная шестеркой вороных лошадей, и мчится к родовому имению Дуниных, которое располагалось на Чёрной круче над Десной. Там мертвец обходил свою усадьбу, наводя при этом ужас на слуг и домочадцев. Перед первыми петухами он останавливался возле старого колодца, указывал на него перстом, а потом исчезал после петушиного крика.
Наконец родственники и жители Чернигова обратились за помощью к церкви. Когда поздно ночью призрачная карета снова появилась в воротах Елецкой обители и помчалась к Чёрной круче, возле Красного моста через Стрижень ей вышла на встречу процессия священников и мирян во главе с архиепископом Иоанном Максимовичем. Процессия и призрак встретились на середине моста, архиепископ поднял крест и призрак Генерального обозного провалился в реку, а карета поплыла серым туманом над рекой и вскоре растворилась в воздухе.
По легенде утром следующего дня гробницу генерального обозного в соборе вскрыли и Дунин-Борковский лежал в саркофаге как живой, румяный и с дымящейся трубкой. Архиепископ Иоанн Максимович якобы распорядился вбить в грудь генерального обозного осиновый кол. После этого гроб с телом из церкви изъяли и похоронили его в родовом имении Борковских на берегу Десны (по другой интерпретации легенды в Бобровице). Той же ночью над городом разразилась невиданной силы гроза и река вышла из берегов, затопив могилу генерального обозного.